# Mehanički respirator
Mehanički respirator је sofisticirani medicinski uređaj koji se koristi u jedinicama intenzivnog lečenja za mehaničku ventilaciju (MV) ili asistiranu ventilaciju pluća koje se izvodi kod bolesnika sa spontanim, ali oslabljenim disanjem ili kod bolesnika koji ne mogu da dišu sopstvenim plućima, sve dok bolesnik ne uspostavi sopstveno disanje bez dodatne pomoći. Osnovni cilj primene mehaničkih respiratora je da omoguće zadovoljavajuću respiratornu funkciju, bolesnika, koja je prethodno narušena različitim patološkim stanjima. Međutim, tokom mehaničke ventilacije može da dođe do promena i poremećaja funkcije još nekih vitalnih organa i organskih sistema. Prema dužini primene mehanička respiracija može biti kratkotrajna i dugotrajna. Kratkotrajna respiracija se obično primenjuje u bolničkoj nezi, tokom i posle operacije. Za razliku od kratkotrajne dugotrajna respiracija se koristi kod pacijenata više meseci ili godina, pa čak i do kraja života.

## Istorija
Rimski lekar Galen može se smatrati prvim lekarem koji je ovako opisa mehaničku ventilaciju:
| „ | Ako uzmete mrtvu životinju i uduvavate joj vazduh kroz larinks (uz pomoć cevčice od trske) ispunićete bronhije vazduhom i primetićete da su se pluća uvećala do maksimuma. | ” |

Andreas Vezalijus, takođe je opisao veštačku ventilaciju pluća umetanjem bambusa ili trske u traheju životinja.
Iako je rimski lekar Galen još u 2. veku opisao mehaničku ventilaciju, trebalo je skoro dva milenijuma da bi nastali prvi mehanički respiratori.
U 1908. godine Džordž Poa, prvi je praktično prikazao mehaničku respiraciju na psima. On je nakon veštački izazvane asfiksije (zagušenja) disajnih puteva psa, uspevao da životinju vrati u život reanimacijom.
Prvi aparati za mehaničku ventilaciju napravljeni su 1928. godine. Tokom 40-ih i 50-ih godina dvadesetog veka prvi put je počela primena „gvozdenih pluća“, što je zapravo bio i prvi efektivan vid dugoročne respiratorne potpore, koji se koristio tokom polio epidemije (dečije paralize) koja je vladala u tom periodu. Za udisajni deo disajnog ciklusa mašinom je stvaran vakuum oko bolesnika, koji je bio smešten u metalnu cev (gvozdena pluća), čime se vazduh uvlačio u u njegova pluća. Prekid vakuuma omogućavao je osobi da u toj fazi rada aparata izdahne vazduh.
Suter je 1983. godine, postavio indikacije za primenu mehaničke ventilacije i podelio ih na: mehaničke poremećaje disanja i poremećaje u razmeni gasova.
| Mehanički poremećaji disanja | Neuromišićne oboljenja — disfunkcija centralnog nervnog sistema — promene mišićno-koštanog sistema — terapijska upotreba mišićnih relaksanata. |
| Poremećaji u razmeni gasova  | ARDS — respiratorni distres sindrom dece — bolesti srca — hronične bolesti pluća                                                               |

Međutim tek poslednjih godina 20. i početkom 21. veka, došlo je do znatnog tehničkog napretka, u konstrukciji aparata za mehaničku ventilaciju. To je omogućio napredak nauke i tehnike koji je stvorio nova savremenija konstruktivna rešenja i time omogući uspostavljanjem osnovnih principa savremene mehaničke ventilacije, kao što je zaštita i kontrola disajnih puteva i izbegavanje visoke koncentracije udahnutog kiseonika. Tako su nastali savremeni mehanički respiratori koji su veliki značaj dobili u pandemiji Kovida-19 koja je zahvatila svet 2020. godine.
To je doprinelo njihovoj široj upotrebi, proširilo indikacije za njihovu primenu i rezultovalo uspešnijem lečenju, hirurških i drugih bolesnika.
Danas, mehanički respiratori predstavljaju prave prenosne i stacionarne savremene računare koji se mogu podesiti individualno prema svakom pacijentu.

## Vrste
Mehanički respiratori se načelno dele na one koji kontrolišu volumen i one koji kontrolišu pritisak, a neki noviji modeli kombinuju obe osobine. Kako su pritisci i volumeni uzajamno zavisni (krivulja volumen / pritisak), svaka promena volumena odraziće se na pritisak i obratno, bez obzira na tehnološke osobine uređaja.
Savremeni respiratori se proizvode u više modela i vrsta, a osnovna podela je na:
Transportni respiratori - koji su malih dimenzija i kompaktni zbog mobilnosti.
Respiratore za intenzivnu negu - koji pružaju veću kontrolu nad različitim parametrima. Mnogi sadrže i grafiku za pružanje vizuelnih povratnih informacija o svakom dahu,
Neonatalni respiratori - koji su specijalno dizajnirani tako da mogu da isporuče manji, precizniji volumen i pritisak koji su potrebni za ventilaciju novorođenčadi.
Respiratori sa pozitivnim pritiskom vazduha (PAP) - koji se koriste za neinvazivnu ventilaciju. Koriste se često kod kućnih lečenja hroničnih bolesti kao što su apneja i hronična opstruktivna bolest pluća. Kod ovih aparata  alveolarni pritisak pre početka udaha (pozitivan pritisak na kraju ekspirija, PEEP) dodat je modovima ventilacije da se:
- spreči nastanak atelektaze,
- popravi oksigenacija,
- smanji disajni rad potreban za ponovno otvaranje alveola
- (fiziološki peep 3-8 mmHg, podešavanje peep-a na MV 5-10 mmHg )

### Izbor respiratora
Izbor i podešavanje ventilacionih parametara zavisi o vrsti respiratora, ali su uvek u primeni:
- frekvencija disanja,
- respiratorni volumen,
- osetljivost,
- engl. Trigger sensitiviti: inspiratorni napor bolesnika neophodan da uređaj započne inspirijum.

## Galerija
- Razni modeli mehaničkih respiratora

## Mehanika disanja
Mehaniku disanja čine dva procesa – inspirijum i ekspirijum.

### Inspirijum
Inspirijum je aktivan proces disanja i odvija se tako što:
- disajni mišići aktivno šire zid grudnog koša
- pritisak u disajnim putevima postaje blago negativan-vazduh ulazi u pluća

Na kraju inspiracije elastične sile pluća vraćaju grudni koš u prvobitni položaj. a pritisak u disajnim putevima postaje lako pozitivan – vazduh izlazi u spoljašnju sredinu

### Ekspirijum-pasivan proces
Ekspirijum je pasivan proces disanja i odvija se tako što:
- proces mirnog disanja odvija pasivno, bez mišićne aktivnosti.

### Fiziološki mehanizmi disanja u toku mehaničke ventilacije
Fiziološki mehanizmi disanja u toku mehaničke ventilacije uz pomoć mehaničke funkcije respiratora bitno se menjaju u odnosu na spontano disanje, zbog drugojačijih promena komplijanse i rezistencije pluća.

### Komplijansa i rezistencija pluća
Komplijansa pluća
Komplijansa pluća ili elastičnost pluća, kao mera plućne rastegljivosti  mera je promene volumena pluća pri jediničnoj promeni pritiska. Izražava se porastom volumena pluća za jedinicu promene pritiska vazduha u plućima; pri mehaničkoj ventilaciji je manja jer grudni koš pasivno leži na plućima, i zavisi od volumenom uvedenog gasa. Ubačeni vazduh zato mora da bude pod nešto višim pritiskom.
Mehanički respirator izračunava komplijansu na osnovu vrednosti respiratornog (tidal) volumena koji se u vidu inspirijuma daje pacijentu i izmerenog pritiska koji je potreban da zadrži ovaj volumen i koji je jednak razlici platopritiska i pozitivnom pritisku na kraju ekspirijuma.
Rezistencija pluća
Otpor strujanja vazduha u disajnim putevima i okolnim tkivima-rezistencijalni otpor, je veličina kojom se predstavlja sila koja se suprotstavlja protoku gasova kroz respiratorni sistem. U obolelim plućima rezistencija može biti znatno uvećana, tako da kod mehaničke ventilacije rezistencijalni otpor se javlja u krugu respiratora, u endotrahealnom tubusu, i što je najvažnije, u disajnim putevima bolesnika.

## Značaj
Očuvanost organa za disanje, (respiratornog sistema) za pojedine bolesnike je pitanje od životnog značaja, kao što su deca i odrasle osobe sa neuromišićnim oboljenjima kao i bolestima motornog neurona kao što su spinalna mišićna atrofija i amiotrofična lateralna skleroza. Kod ovih bolesnika dolazi do progresivne slabosti, najčešće mišića ruku i nogu, ali kod nekih formi javlja se i slabost mišića koji su neophodni za disanje i kašalj. Slabost mišića za disanje dovodi do poremećaja funkcije disanja koja se u određenom vremenskom periodu pogoršava i ukoliko se u pravom trenutku ne primeni asistirano (potpomognuto) mehaničko disanje može doći do neželjenog toka ili smrti.
Prednosti korišćenja mehaničkih respiratora ogledaju se pre svega u tome što oni omogućavaju bolesnicima sa narušenom ventilacijom normalan život ili preživljavanje. Te prednosti su:
- održavanje i/ili poboljšanje nivoa kiseonika/ugljen-dioksida u krvi
- odmaranje disajne mišiće, koje smanjujući njihovo naprezanje
- naduvavanje pluća je potpunije
- poboljšava kašalj zbog lakšeg disanja
- poboljšanje kvaliteta sna i disanja tokom spavanja
- ograničava/isključuje hospitalizaciju kod respiratornih komplikacija
- poboljšanje kvaliteta života i produžava život

## Rad sa mehaničkim respiratorima

### Edukacija pacijenta i porodice
Pre početka primene mehaničkog respiratora neophodno je pacijentu i njegovoj porodici:
- objasniti razlog i potrebu za mehaničkom ventilacijom.
- objasniti postupke određenih aktivnosti (aspiracija, ekstubacija i sl.)
- olakšati komunikaciju između porodice i pacijenta

### Odvajanje bolesnika od respiratora
Za odvajanje bolesnika od respiratora treba da budu ispunjeni sledeći uslovi:
- Svest i kooperabilnost
- Jačina vratne muskulature (mogućnost odizanje glave)
- Osnovno oboljenje u poboljšanju
- Korigovan metabolički poremećaj
- Zadovoljavajući minutni volumen srca
- Normalna količina izmokravanja

## Komplikacije
Veštačko disanje, kao značajna terapijska mera, koja se ne može izbeći kod kritično obolelih osoba, kada „preuzme” vitalnu funkciju disanja, stvara rizik od komplikacija i nepredviđenih događaja.
Komplikacije veštačke ventilacije pluća mogu se podeliti na:
Komplikacije u vezi sa obezbeđenjem disajnog puta
Ove komplikacije potiču od veštačkog disajnog puta i mogu da biti uzrokovane intubacijom ili ekstubacijom, odnosno sa tubusom.
Komplikacije koje nastaju kao rezultat odgovora bolesnika na veštačku ventilaciju
Ove komplikacije izazvane su značajnim posledicama nastalim na plućima.
Komplikacije u vezi sa samim aparatom za mehaničku ventilaciju pluća
Komplikacije mehaničke ventilacije, sem na plućima, mogu izazvati značajne posledice i na drugim organima i organskim sistemima, koje kao takve mogu biti značajan faktor koji povećava morbiditet i mortaliteta kritično obolelih osoba koje su na aparatima za veštačko disanje.

### Učestalost komplikacija
Iz brojnih studija, saznajemo da su komplikacije retke i ne dešavaju se svakom bolesniku, a njihova ozbiljnost i težina koja zavisi i od zdravstvenih radnika, zahteva veliko znanje, iskustvo i odgovornost u njenom sprovođenju.

## Spoljašnje veze
|  | Molimo Vas, obratite pažnju na važno upozorenje u vezi sa temama iz oblasti medicine (zdravlja). |